# Porphyrinia nelvai
Porphyrinia nelvai là một loài bướm đêm trong họ Noctuidae.